# Хелльстедт, Фольке
Эрнст Фольке Хелльстедт (швед. Ernst Folke Hellstedt; 11 февраля 1891, Эскильстуна — 13 июня 1969, Стокгольм) — шведский легкоатлет, выступавший в прыжках в высоту. Участник летних Олимпийских игр 1908 и 1912 годов.

## Биография
Фольке Хелльстедт родился 11 февраля 1891 года в шведском городе Эскильстуна.
Выступал в легкоатлетических соревнованиях за АИК из Сольны.
В 1908 году вошёл в состав сборной Швеции на летних Олимпийских играх в Лондоне. В прыжках в высоту поделил в квалификации 17-20-е места, показав результат 1,67 метра и уступив 13 сантиметров попавшему в финал с 8-го места Акселю Хеденлунду из Швеции.
В 1912 году вошёл в состав сборной Швеции на летних Олимпийских играх в Стокгольме. Был заявлен в прыжках в высоту, но не вышел на старт.
Умер 13 июня 1969 года в Стокгольме.

## Личный рекорд
- Прыжки в высоту — 1,80 (1908)[1]

## Семья
Отец — Эрнст Северин Хелльстедт, оптовый торговец.
Мать — Маргарета Берглунд.
Брат — Леннарт Хелльстедт (1885—1941), шведский инженер-строитель. Руководил строительством Олимпийского стадиона в Стокгольме.